# Víctor Espárrago
Víctor Rodolfo Espárrago Videla (* 6. Oktober 1944 in Montevideo) ist ein ehemaliger uruguayischer Fußballspieler (Mittelfeld) und nun aktiver ‑trainer.

## Spielerkarriere

### Verein
Espárrago, der im offensiven Mittelfeld spielte, begann mit dem Fußballspielen bei Danubio FC. Von dort wechselte er zum Club Atlético Cerro, wo er in der seinerzeit von Ondino Viera trainierten Mannschaft von 1961 bis 1965 als Stammspieler auf der Rechtsaußenposition spielte. Am 26. März 1966 debütierte er dann im Spiel seines neuen Arbeitgebers Nacional Montevideo gegen La Luz FC. Bei den Bolsos zeigte er fortan zunehmend Allrounder-Fähigkeiten und wurde positionsbezogen variabel eingesetzt. Unter Trainer Roberto Scarone konnte er direkt im ersten Jahr der Vereinszugehörigkeit den Gewinn des uruguayischen Meistertitels feiern. Bis 1973 stand er in Reihen Nacionals, ging dann im Juli jenes Jahres nach Spanien zum FC Sevilla (1973 bis 1975) und Recreativo Huelva (1975 bis 1979) und kehrte schließlich 1979 zu den Bolsos zurück, wo er im Februar 1982 seine aktive Karriere nach dem Gewinn von insgesamt sechs uruguayischen Meisterschaften (1966, 1969, 1970, 1971, 1972 und 1980), zwei Copa-Libertadores-Titeln (1971 und 1980), dem Gewinn der Copa Interamericana 1972 und zwei Siegen im Weltpokal (1972 und 1980) beendete. Für Nacional kam er im Laufe der Karriere in insgesamt 431 Spielen zum Einsatz und erzielte dabei 62 Tore.

### Nationalmannschaft
Zwischen dem 4. Dezember 1965 und 23. Juni 1974 absolvierte er 40 offizielle A-Länderspiele für die Nationalmannschaft Uruguays, auch wenn insgesamt für ihn 67 Celeste-Einsätze (18 Tore) verzeichnet sind, und erzielte dabei ein Tor (zum entscheidenden 1:0 gegen die Sowjetunion im Viertelfinale der Weltmeisterschaft 1970 im Aztekenstadion von Mexiko-Stadt). Er nahm an den Fußballweltmeisterschaften 1966, 1970 und 1974 teil. Bei der WM 1970 unterlag seine Mannschaft im Spiel um den Dritten Platz der bundesdeutschen Nationalmannschaft mit 0:1 und wurde Vierter.

## Trainertätigkeit
Trainer war Espárrago, zunächst in der sportlichen Führung als Secretario Técnico beschäftigt, bei Nacional Montevideo bereits 1983, als eine weitere Meisterschaft gewonnen wurde und von 1985 bis 1987. Anschließend war er beim FC Cádiz (1987–1988) tätig und betreute den FC Valencia von 1988 bis 1991 in insgesamt 170 Begegnungen (90 Siege/46 Unentschieden/34 Niederlagen) davon 114-Spiele in der Primera División (53/36/25). FC Sevilla (1991/92 und 28. Januar 1996 bis 25. Mai 1996), Albacete Balompié (1992–1994), Real Valladolid (1994/95) und Real Saragossa (Ende 1996 bis Saisonende im Mai 1997) waren die folgenden Stationen. Auch Deportivo Huelva ist als Trainerstation verzeichnet.. Zudem war er in den Spielzeiten 2004/05 und 2005/06 von August 2004 bis Mai 2006 Trainer des FC Cádiz, den er bereits in der Saison 1987/88 trainiert hatte und bei dem er im Jahr 2010 erneut auf der Trainerbank saß.
Heute ist er unter anderem Radiokommentator bei andalusischen Radiostationen.